# Montigny (Meurthe e Mosella)
Montigny è un comune francese di 155 abitanti situato nel dipartimento della Meurthe e Mosella nella regione del Grand Est.

## Storia

### Simboli
Montigny appartenne ai conti di Blâmont, ramo cadetto dei conti di Salm i quali portavano uno scudo di rosso, con due salmoni d'argento. Nel capo è riprodotta la decorazione del timpano sopra il portale della chiesa di Montigny e rappresenta il «firmamento mistico», simbolo della Redenzione che regna in mezzo agli astri.

## Società

### Evoluzione demografica
Abitanti censiti